# موش کیسه‌دار دارچین
موش کیسه‌دار دارچین (نام علمی: Antechinus leo) نام یک گونه از سرده موش‌های کیسه‌دار پاپهن است.